# Вальтер Гаген
Вальтер Гаґен (нім. Walter Hagen; 16 березня 1897, Кіль — 24 листопада 1963, Кіль) — німецький пілот, командир частин люфтваффе, генерал-майор (1 липня 1944). Кавалер Лицарського хреста Залізного хреста з дубовим листям.

## Біографія
Учасник Першої світової війни, льотчик морської авіації. 2 грудня 1918 року демобілізований. Певний час працював у торгівлі, потім льотчиком-випробувачем. 1 квітня 1935 року поступив на службу в люфтваффе. З 1 січня 1938 року — командир навчально-випробувальної ескадри (морська авіація), з 15 листопада 1938 року — командир 186-ї (штурмової) транспортної групи. Під час Польської кампанії льотчики його ескадри атакували головну польську військово-морську базу в Гдині, де їм вдалось потопити есмінець «Віхер» та мінний загороджувач «Гриф».
З 10 вересня 1939 року — командир 1-ї групи 186-ї транспортної групи, в 1940 році — 3-ї групи 1-ї ескадри пікіруючих бомбардувальників, з 21 червня 1940 року — 1-ї ескадри пікіруючих бомбардувальників. Учасник Французької і Балканської кампаній, а також боїв на німецько-радянському фронті. Одночасно в лютому-березні 1943 року був авіаційним командиром «Африка» (потім «Туніс»).
30 березня 1943 року збитий і з важкими пораненнями відправлений на лікування у військово-морську лікарню в Кілі.
З вересня 1943 року — авіаційний командир в Албанії, з 14 червня 1944 року — в Хорватії, з 29 серпня 1944 року — на Північних Балканах. 1 лютого 1945 року на базі його штабу сформували командування 17-ї авіадивізії и Гаґен був призначений її командиром. 8 травня 1945 року взятий у полон американськими військами, в 1947 році звільнений. Помер після тривалої хвороби.

## Нагороди
- Залізний хрест 2-го класу
- Почесний хрест ветерана війни з мечами
- Нагрудний знак пілота
- Медаль «За вислугу років у Вермахті» 4-го і 3-го класу (12 років)
- Застібка до Залізного хреста 2-го класу
- Залізний хрест 1-го класу (9 червня 1940)
- Лицарський хрест Залізного хреста з дубовим листям
  - Лицарський хрест (21 липня 1940)
  - Дубове листя (№ 77; 17 лютого 1942)
- Відзначений у Вермахтберіхт (10 листопада 1940)
- Почесний Кубок Люфтваффе (10 серпня 1942)
- Авіаційна планка бомбардувальника в золоті
- Нарукавна стрічка «Африка»